# Тарсем Сінґг (хокеїст на траві)
Тарсем Сінґг (9 грудня 1946 — 28 листопада 2005) — індійський хокеїст на траві.
Бронзовий призер Олімпійських Ігор 1968 року.
Переможець Азійських ігор 1966 року.